# 1618 Dawn
Az 1618 Dawn (ideiglenes jelöléssel 1948 NF) a Naprendszer kisbolygóövében található aszteroida. Ernest Leonard Johnson fedezte fel 1948. július 5-én, Johannesburgban.